# Dana Guzmán
Dana Guzmán (* 22. März 2003 in Piura) ist eine peruanische Tennisspielerin.

## Karriere
Guzmán begann mit acht Jahren das Tennisspielen und bevorzugt Sandplätze. Sie spielt vorrangig auf der ITF Women’s World Tennis Tour, wo sie bislang einen Doppeltitel gewinnen konnte.
Bei den Panamerikanischen Spielen 2019 schied sie im Dameneinzel bereits in der ersten Runde aus, im Damendoppel erreichte sie mit Partnerin Dominique Schaefer das Viertelfinale.
Im Januar 2020 wurde Guzmán Jugendweltmeisterin im Einzel und Doppel. Im Doppel gewann sie mit ihrer Partnerin Sofía Cabezas mit 6:3 und 7:62 gegen das französische Doppel Tilwith Di Girolami und Amelie Van Impe, im Einzel besiegte sie Hina Inoue mit 7:66 und 6:3.
Im Jahr 2018 spielte Guzmán erstmals für die peruanische Billie-Jean-King-Cup-Mannschaft; ihre Billie-Jean-King-Cup-Bilanz weist bislang 7 Siege bei 6 Niederlagen aus.

## Turniersiege

### Doppel
| Nr. | Datum           | Turnier  | Kategorie | Belag | Partnerin                     | Finalgegnerinnen                      | Ergebnis         |
| --- | --------------- | -------- | --------- | ----- | ----------------------------- | ------------------------------------- | ---------------- |
| 1.  | 17. August 2024 | Arequipa | ITF W35   | Sand  | Tiantsoa Rakotomanga Rajaonah | Alicia Herrero Liñana Gabriella Price | 3:6, 6:4, [10:6] |